# ドミートリー・ドンスコイ

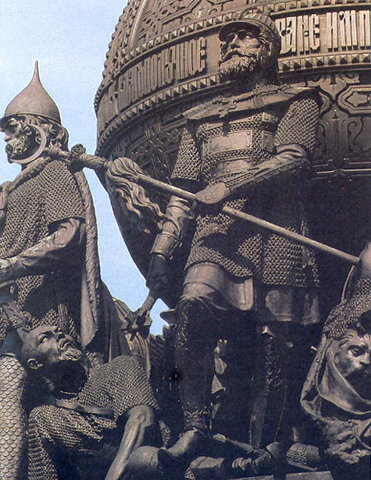
ドミートリー・ドンスコイ

ドミートリー・ドンスコイ（ドミートリイ、ドミトリー、またドンスコーイとも；ロシア語: Дмитрий Донской ドミートリイ・ダンスコーイ、1350年10月12日 - 1389年5月19日）は、モスクワ大公（在位：1359年 - 1389年）。イヴァン2世の子。イヴァン1世の孫。本名はドミートリー・イヴァーノヴィチ。ドミートリー・ドンスコイという名は「ドン川のドミートリー」という意味の称号で、ドン地方で武功を挙げたことによる。

## 生涯
1359年、父・イヴァン2世が亡くなり、9歳のドミートリーがモスクワ大公位を継承した。幼少のころは府主教アレクシイが摂政として彼を支え、スーズダリ・ニジェゴロド大公のドミートリーがウラジーミル大公位を狙った際にはこれを阻止した。1363年には全ロシアの公の指導者となった。この頃、モスクワ大公国の宗主国であったジョチ・ウルスはサライのハン位を巡る混乱から分裂しており、そのうちルーシ諸公国と直接に境を接するヴォルガ川以西の黒海北岸には、ママイを支配者とする政権（ママイ・オルダ）があった。1371年、ドミートリーは、ママイのもとにおもむき、その権威のもとにウラジーミル大公位を獲得している。
1368年、1370年、1372年と、再三にわたってトヴェリ大公ミハイル及びその義兄弟であるリトアニア大公アルギルダスの侵攻を受けるがこれを退けた。1375年にはロシア連合軍を率いてトヴェリを攻撃し、これに勝利した。この際に結ばれた条約でミハイルはドミートリ―を「兄」として敬い、ウラジーミル大公位の請求権を放棄することが定められた。
その後、ドミートリーはママイと敵対し、1380年、クリコヴォの戦いでこれを破った。この戦いはルーシの諸公国にとってはタタールに対する史上初めての大勝であり、モスクワ大公国の威信と勢力を大きく拡大することにつながった。また、ロシアが「タタールのくびき」から脱却する最初のきっかけになった事件とも評価されている。しかしその後には、ママイを滅ぼしてジョチ・ウルスを再統一したトクタミシュ・ハンは再びロシアに対するタタールの宗主権を主張してモスクワ大公国を攻撃し、首都モスクワを占領した（モスクワ包囲戦）。ドミートリーはトクタミシュに対して改めて臣従を誓い、大公の地位と、徴税権を再び認められた。
1389年、死に際して、彼はこれまでの慣例を破ってハンの同意を得ずに息子ヴァシーリー1世を後継者に指名した。その遺言状の中でウラジーミル大公国をモスクワの世襲地と断言し、将来、ハン国が動揺することがあれば貢納を停止せよと指示した。

## 子女
- ダニール（1370年 - 1379年）
- ヴァシーリー1世（1371年 - 1425年）
- ソフィヤ（1427年没） - リャザン大公フョードル2世オレゴヴィチと結婚
- ユーリー・ドミトリエヴィチ (1374年 - 1434年）
- マリヤ（1399年没） - レングヴェニス・アルギルダイティスと結婚
- アナスタシヤ - ホルム公イヴァン・フセヴォロドヴィチと結婚
- セミョーン（1379年没）
- アンドレイ（1382年 - 1432年）
- ピョートル（1385年 - 1428年）
- アンナ（1387年 - ?） - パトリカス・ナリマンタイティスの子ユルギスと結婚
- イヴァン（1380年 - 1393年）
- コンスタンチン（1389年 - 1433年）